# (36651) 2000 QR198
2000 QR198 (asteroide 36651) é um asteroide da cintura principal. Possui uma excentricidade de 0.09915100 e uma inclinação de 3.44545º.
Este asteroide foi descoberto no dia 29 de agosto de 2000 por LINEAR em Socorro.